# David Acevedo
David Acevedo (Santa Fe, 1937. február 20. –) argentin labdarúgóhátvéd.
Az argentin válogatott tagjaként részt vett az 1958-as labdarúgó-világbajnokságon.